# Gjaestebud
Foreningen Gjaestebud, inviterer hver søn- og helligdag op mod 200 af Københavns hjemløse indenfor i lokalerne på Israels Plads i København. Udover et varmt måltid mad, kaffe og kage tilbyder gjaestebud hjælp til frisør, sygepleje, fodterapi, læge- og alkoholbehandling samt et varmt bad og varmt tøj. Projektet drives udelukkende af frivillige.
"Et gjaestebud er det gamle ord for en invitation af fine gæster. Sådan vil vi gerne forestille os, vores invitation til de hjemløse er". Stifter af Gjaestebud, sognepræst Asser Skude.

## Om Gjaestebud
Gjaestebud blev grundlagt af sognepræst Asser Skude i 2003. Sognepræsten fra Kapernaums Sogn i Københavns Nordvestkvarter ønskede med projektet at skabe et tilbud til Københavns hjemløse på søn- og helligdage, hvor de fleste andre hjemløsetilbud holder lukket. I 2012 var Gjaestebud det mest benyttede tilbud på søn- og helligdage blandt Københavns hjemløse
Oprindeligt var Gjaestebud udelukkende tænkt som et måltidsfællesskab. Efterhånden som projektet voksede i popularitet blandt Københavns hjemløse, voksede imidlertid også efterspørgslen efter andre typer hjælp, og takket være den store interesse og opbakning som fra lokalbefolkningen blev det hurtigt muligt at tilbyde bl.a. sygepleje, fodterapi og frisørhjælp fra professionelle frivillige
I marts 2010 flyttede Gjaestebud fra Kapernaumskirken til større lokaler i missionshuset Bethesda på Israels Plads. Hermed fik foreningen udover de eksisterende tilbud også mulighed for at tilbyde et varmt bad til gæsterne. I dag er der knyttet aktive frivillige til projektet samt passive støttemedlemmer. Foreningen er anerkendt af SKAT som almen velgørende. 
Foreningen finansieres primært ved tilskud fra private organisationer og fonde samt pengegaver samt tilskud fra Københavns Kommune og socialministeriet.
I 2005 uddelte Nordea 2400 NV prisen til stifter Asser Skude - for godt initiativ i lokalområdet
I 2007 og 2011 blev Gjaestebud blevet indstillet til Københavns Kommunes Frivilligpris
Formand og stifter Asser Skude blev i 2012 udpeget af Københavns kommune - til at repræsentere kommunen ved Dronningens Haveselskab for "Det Frivillige Danmark"
I 2012 serverede Gjaestebud over 20.000 kuverter mad til byens udsatte.
I maj 2013 markeredes 10 års fødselsdag - og socialborgmester Mikkel Warming holdt åbningstale
Som et af de få og som Københavns mest benyttede tilbud til hjemløse om søndagen har Gjaestebud oplevet så voldsom stigning at man to gange i 2013 har serveret mere end 500 kuverter på en enkelt dag. Det kan de nuværende rammer ikke rumme og det betyder fra og med juli må holde timeout/sommerlukket for at finde større lokaler

## Ekstern henvisning
- Gjaestebuds hjemmeside Arkiveret 30. oktober 2020 hos  Wayback Machine